# Будинок-музей Бурделя (Париж)
Будинок-музей Бурделя (фр. Musée Bourdelle) — художньо-меморіальний музей, що знаходиться у 15-му окрузі Парижа на вулиці, що носить ім'я Еміля Бурделя, будинок 18.
Музей розміщується в будинку і саду, де працював скульптор Бурдель — учень Родена, вчитель Альберто Джакометті, Марії Елени Вієйра да Сілва та ін.

## Колекція
Музей містить значну колекцію гіпсових, бронзових та мармурових робіт скульптора.
Також в музеї знаходиться особиста колекція скульптора, зокрема твори Родена, Монтічеллі, Пюві де Шаванна, Енгра і Делакруа.

## Практична інформація
- Адреса: 18, rue Antoine Bourdelle, 75015 Paris
- Години роботи: 10:00-18:00, щодня окрім понеділка та святкових днів.
- Вхід безкоштовний.

Найближчі станції метро: Montparnasse-Bienvenüe і Falguière.